# Telepi György

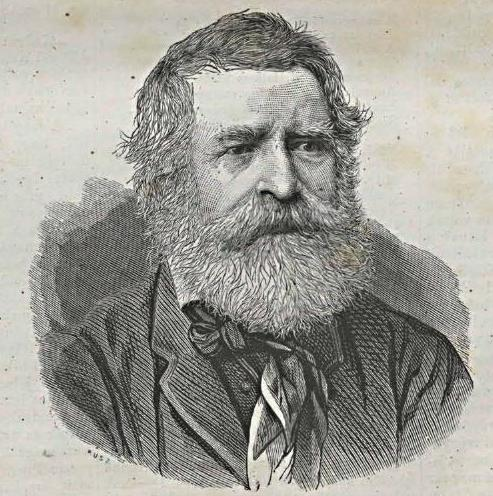
Telepi György portréja a Vasárnapi Ujságban

Telepi György, eredetileg Telepianovics György (Kisléta, 1800. október 7.   – Tard, 1885. augusztus 12.) színész, festőművész, díszlettervező, színházi technikus, drámaíró és fordító.

## Élete
A kislétai görögkatolikus lelkész fiaként született. Szatmár megye főjegyzője mellett dolgozott írnokként, itt állt színésznek 1818-ban, Megyeri Károly társulatához csatlakozott. A színháznál csakhamar festőként és színmesterként is tevékenykedett (ma szcenikusnak lehetne nevezni). 1825-ben tagja volt a pozsonyi országgyűlési társulatnak. 1829–1833 között Kassán, 1833–37-ben a budai Várszínházban játszott, de betöltötte a szcenikai vezetői posztot is. Alapító tagja volt 1837-ben a Pesti Magyar Színháznak, ahol színész és díszletügyelő volt. 1839-től vidéken játszott, majd 1841-től 1855-ig, nyugdíjazásáig, a Nemzeti Színház tagja volt. Nyugdíjba vonulása után Miskolcra költözött, és Diósgyőr, később Tibolddaróc elöljárója lett. Ezután Tardra vonult vissza, Mária leányához.
Telepinek összesen négy felesége volt, az első három színésznő: Bohus Jozefa, Vermes Eszter és Csányi Zsozsó, a negyedik Kozmonszky Mária. Telepi közbenjárására Csányi Zsozsó (Zsuzsanna) tardonai rokonai bújtatták Jókai Mórt a szabadságharc után. Első feleségétől született Károly fia, a másodiktól Amália (Máli) lánya, gyermekkorukban ők is felléptek színdarabokban, apjuk mellett. Telepy Károly neves festő lett, Barabás Miklós mellett tanult (érdekesség, hogy Barabás pedig Telepinél kezdte festői tanulmányait), Máli pedig fiatal korában a Nemzetiben is játszott. A negyedik feleségtől született Mária és Antónia nevű lánya.

## Munkássága
Jó komikusnak tartották, játszotta a Lear király bolondját, Hugli borbélyt a Két pisztolyban, a kisbírót Kisfaludy Pártütőkjében, Korlátot Goldoni Két úr szolgájában, Ruskót saját Borsszem Jankó című darabjában, és együtt szerepelt Dérynével, Egressyvel és Megyerivel. Ötvenéves színházi jubileumán, 1871. március 26-án ismét kedves szerepét, Huglit játszott, ami után Szigligeti Ede üdvözölte rövid beszéddel és Felekiné nyújtott át neki a színészek nevében babérkoszorút és ezüstserleget.
A színészi játék mellett azonban egyre jobban érdekelte a színház tere, a színpad technikája, a látvány. Telepi Györgyöt tartják az első magyar díszletfestőnek, kortársai közül kiemelkedett sokoldalúságával, műszaki érzékével. Egyike volt a vándorszínészet ezermestereinek, színpadot tervezett és alakított ki. Erdődi Jenő szerint „Valóságos gyöngye volt a színtársulatoknak,, mint festő, díszítő, gépész, építész, kellékes, tűz-, fény- és árnyjátékos. A budai korszakban ő csinálta azokat a pompás látványosságokat, úgyszólván a semmiből, amelyekhez tódult a közönség. Az ő agyából került ki a pesti színház első és második terve […] egyike a legjobb fordítóknak és színműíróknak.” 1847-ben átépítette a kolozsvári színház színpadát, 1854-ben színpadot épített és nézőteret díszített Szabadkán. Díszletet tervezett és festett, többek között 1847-ben az aradi színháznak, 1857-ben pedig a Miskolci Nemzeti Színház megnyitására a díszletek mellett a színház látványos előfüggönyét (kortináját) is megfestette, ami a diósgyőri várat ábrázolta. Ugyancsak Telepi munkája volt a színház színpada és gépezete. Az előfüggöny nem maradt meg, de több festménye igen. A miskolci Herman Ottó Múzeum őrzi például azt a táblaképét, amely Miskolcot mutatja az 1878. évi nagy árvíz idején (ez az első Miskolcot ábrázoló olajfestmény).
Irodalmi munkássága hat eredeti darabot tartalmaz, de emellett több mint húsz átültetését is számon tartják.